# Moviment Nacional Socialista dels Països Baixos

Emblema del NSB (1931-1936)

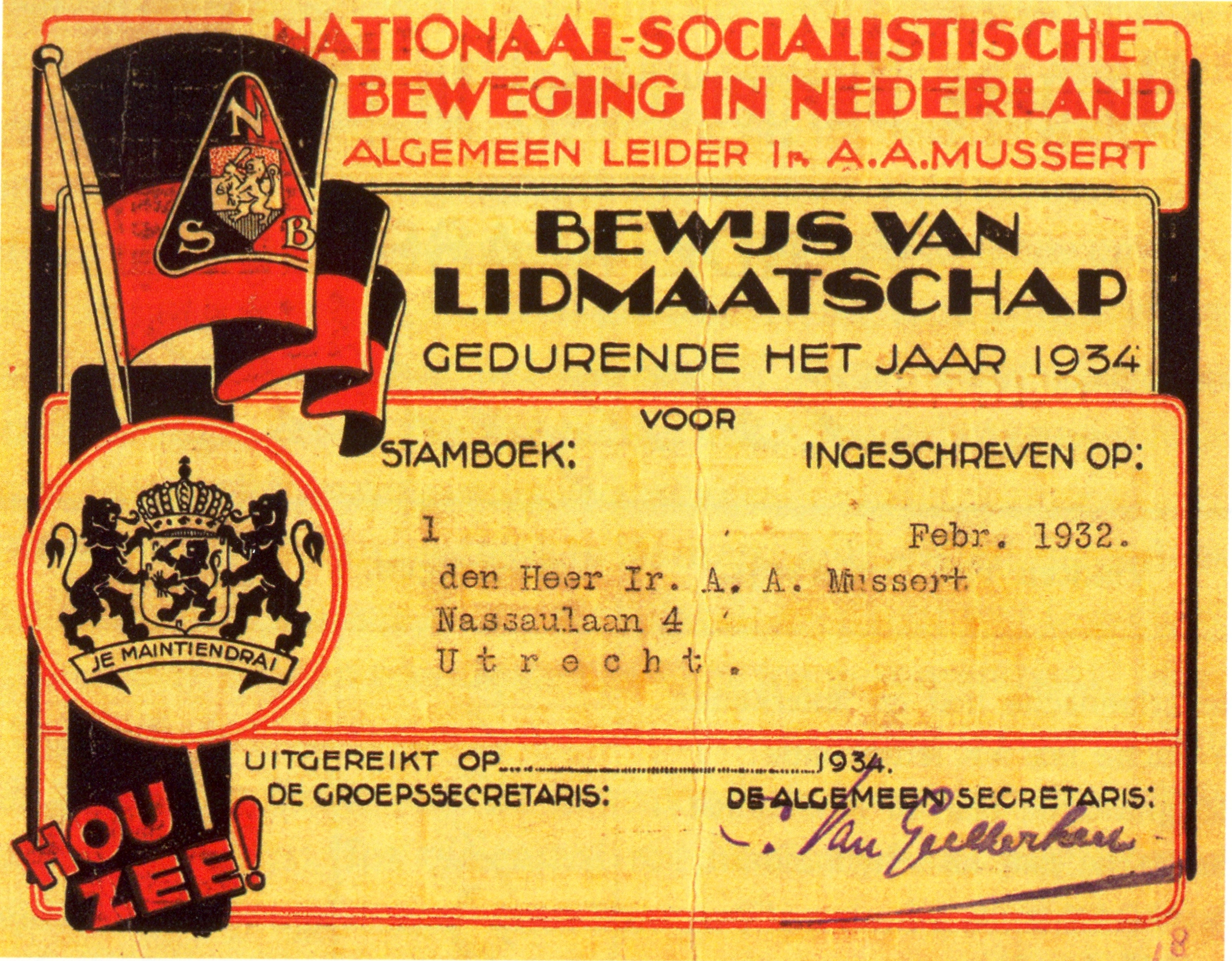
Carnet de partit de Mussert

Moviment Nacional Socialista dels Països Baixos (neerlandès Nationaal-Socialistische Beweging in Nederland, NSB) fou un partit polític neerlandès fundat a Utrecht el 1931 per Anton Mussert i Cornelis van Geelkerken, i prohibit el 1945.

## Ideari
Basava el seu programa en el feixisme italià i el nacionalsocialisme alemany: abolició dels drets individuals, corporativisme, limitar la llibertat de premsa, prohibició de les vagues, i reclamar la unificació amb Flandes per a constituir els Grans Països Baixos. Va copiar símbols com les camises negres, el símbol wolfsangel i el salut Hou Zee, però fins al 1936 no va adoptar l'antisemitisme. Inicialment la seva bandera era la tricolor neerlandesa del segle xviii, tot i que després adoptaren l'esvàstica i els símbols nazis.

## Orígens
El 1933 organitzà un Landdag a Utrecht, amb 600 participants per a presentar el partit. El govern va respondre prohibint als funcionaris la militància al MSB. A les eleccions provincials de 1935 va obtenir el 8% dels vots i dos escons al Senat. La militància procedia de decebuts per la crisi econòmica per la gran depressió, i inicialment no es proposava assolir el poder per mitjans violents, sinó mitjançant eleccions.
Però des del 1936 va assolir influència Meinoud Rost van Tonningen, amb suport del NSDAP alemany, qüestionà el lideratge del pragmàtic Mussert i va imposar l'antisemitisme. Això provocà una forta reacció social antifeixista i a les eleccions legislatives neerlandeses de 1937 només va obtenir 4 escons. En el Parlament es va distingir pel seu poc respecte al procediment i normes parlamentàries i per la violència verbal, però no el va fer augmentar del 4% a les eleccions provincials de 1939.
| Província        | Resultat el 1935 (escons) | Resultat el 1939 (escons) |
| ---------------- | ------------------------- | ------------------------- |
| Drenthe          | 4                         | 3                         |
| Frísia           | 1                         | 0                         |
| Gelderland       | 5                         | 2                         |
| Groningen        | 4                         | 2                         |
| Limburg          | 5                         | 2                         |
| Brabant del Nord | 2                         | 1                         |
| Holanda del Nord | 7                         | 4                         |
| Overijssel       | 3                         | 2                         |
| Utrecht          | 4                         | 1                         |
| Zelanda          | 2                         | 1                         |
| Holanda del Sud  | 7                         | 3                         |

## El NSB durant l'Ocupació
Quan esclatà la Segona Guerra Mundial mostrà les clares simpaties pel Tercer Reich i advocà per la neutralitat estricta dels Països Baixos. El maig de 1940 uns 800 militants del NSB foren arrestats pel govern neerlandès. Després de la derrota i l'ocupació, Mussert va fer un discurs a Lunteren cridant a incorporar-se al Tercer Reich i a abolir la Casa d'Orange, que havia fugit a Londres.
El 1941 els nazis prohibiren tots els partits llevat el NSB. Aquest va col·laborar amb les autoritats d'ocupació i la seva militància augmentà a 100.000 membres, i ocupà un rol important en el servei civil i el govern local, ja que tots els alcaldes de municipi havien de ser-ne membres. A nivell nacional, Mussert esperava ser el cap d'uns Països Baixos independents aliats dels nazis, però aquests hi nomenaren com a cap l'austríac Arthur Seyss-Inquart, malgrat les nombroses entrevistes de Mussert amb Adolf Hitler demanant-li-ho. I tot i que Seyss-Inquart el va proposar com a primer ministre neerlandès, només va rebre el títol honorífic de Leider del Poble Neerlandès i una secretaria d'estat amb poc poder efectiu, que era a mans dels més pronazis Meinoud Rost van Tonningen i els seus sequaços. El 1943 els membres masculins del NSB foren englobats en una Landwacht, per ajudar al control de la població.
El 4 de setembre de 1944 els aliats ocuparen Antwerpen, i l'endemà la plana major va fugir a Alemanya, cosa que provocà la desarticulació del partit (Dolle Dinsdag, Dimarts Boig). Després de la rendició alemanya el 6 de maig de 1945, el partit fou prohibit i l'endemà Mussert fou arrestat juntament amb nombrosos membres del partit. Musser fou executat el 6 de maig de 1946.